# 岡部長発
岡部 長発（おかべ ながゆき）は、江戸時代後期の大名。和泉国岸和田藩の第11代藩主。官位は従五位下美濃守。岸和田藩岡部家12代。

## 略歴
第9代藩主・岡部長慎の6男として江戸にて誕生。幼名は武之丞、弥次郎。母は側室と言われている。
先代藩主で兄の長和には男児が2人いたが、いずれも早世したため、嘉永2年（1849年）12月10日に兄の養嗣子となり、嘉永3年（1850年）の兄の死去により家督を継いだ。日光廟の修理、ロシアのエフィム・プチャーチンの軍艦であるディアナ号の岸和田来航に備えるなど、若年ながら藩政に尽力したが、安政2年（1855年）2月4日に22歳で死去した。長男の長哉（長職）があったが幼年だったため、家督は兄の長寛が継いだ。
墓所は大阪府岸和田市の泉光寺。

## 系譜
- 父：岡部長慎（1787-1859）
- 母：側室
- 養父：岡部長和（1807-1850）
- 正室：鳥居忠挙の娘
  - 長男：岡部長職（1855-1925） - 岡部長寛の養子
- 生母不明の子女
  - 女子：武子 - 岡部長寛養女、六郷政鑑正室
- 養子
  - 女子：楠子 - 牧野康済正室、岡部長和の娘